# فريدي ويلز
فريدي ويلز (بالإنجليزية: Freddie Welsh)‏ مواليد 5 مارس 1886 في ويلز - الوفاة 29 يوليو 1927 في نيويورك، كان ملاكم ويلزي سابق صنّف ضمن فئة الوزن الخفيف.

## إحصائيات
خاض خلال مسيرته 166 نزالا، فاز في 78 وتعادل في 7 وخسر في 5. فاز بالضربة القاضية في 32 نزالا.

## روابط خارجية
- فريدي ويلز على موقع بوكس ريك (الإنجليزية) (registration required)